# Концевич Михайло Григорович
Миха́йло Григо́рович Конце́вич (17 серпня 1928, село Писарівка, тепер Волочиського району Хмельницької області — 16 листопада 2003, село Писарівка Волочиського району Хмельницької області) — український радянський діяч, ланковий механізованої ланки колгоспу «Зоря» Волочиського району Хмельницької області, новатор сільськогосподарського виробництва. Герой Соціалістичної Праці (15.12.1972). Член Ревізійної Комісії КПУ в 1976—1981 роках. Кандидат у члени ЦК КПУ в 1981—1986 роках.

## Біографія
Народився в селянській родині. З 1944 року — колгоспник, тракторист колгоспу села Писарівки Волочиського району. Рік у рік добивався вагомих показників у праці. Займався вирощуванням цукрових буряків.
Член КПРС з 1957 року.
Працював ланковим механізованої ланки колгоспу «Зоря» села Писарівка Волочиського району Хмельницької області. Вирощував цукрові буряки без затрат ручної праці за найпрогресивнішими технологіями.
Освіта середня спеціальна. Без відриву від виробництва закінчив Новоушицький технікум механізації сільського господарства Хмельницької області.
Потім — на пенсії в селі Писарівці Волочиського району Хмельницької області.

## Нагороди
- Герой Соціалістичної Праці (15.12.1972)
- два ордени Леніна (8.04.1971, 15.12.1972)
- орден Жовтневої Революції (24.12.1976)
- медалі
- лауреат Державної премії Української РСР (1977)